# Hàn Quốc tại Đại hội Thể thao Bãi biển châu Á 2012
Hàn Quốc tham dự tại Đại hội Thể thao Bãi biển châu Á 2012 ở Hải Dương, Trung Quốc vào 16 tháng 6 – 22 tháng 6 năm 2012.
Hàn Quốc có 46 vận động viên tham dự 6 bộ môn thể thao.

## Tổng kết huy chương

### Bảng huy chương
| Sport            | Vàng | Bạc | Đồng | Tổng |
| Trượt patin      | 3    | 5   | 3    | 11   |
| Leo núi thể thao | 3    | 1   | 5    | 9    |
| Lướt ván nước    | 0    | 1   | 2    | 3    |
| Tổng             | 6    | 7   | 10   | 23   |